# Быкова (Свердловская область)
Быкова — деревня в городском округе Богданович Свердловской области. Управляется Тыгишским сельским советом.

## География

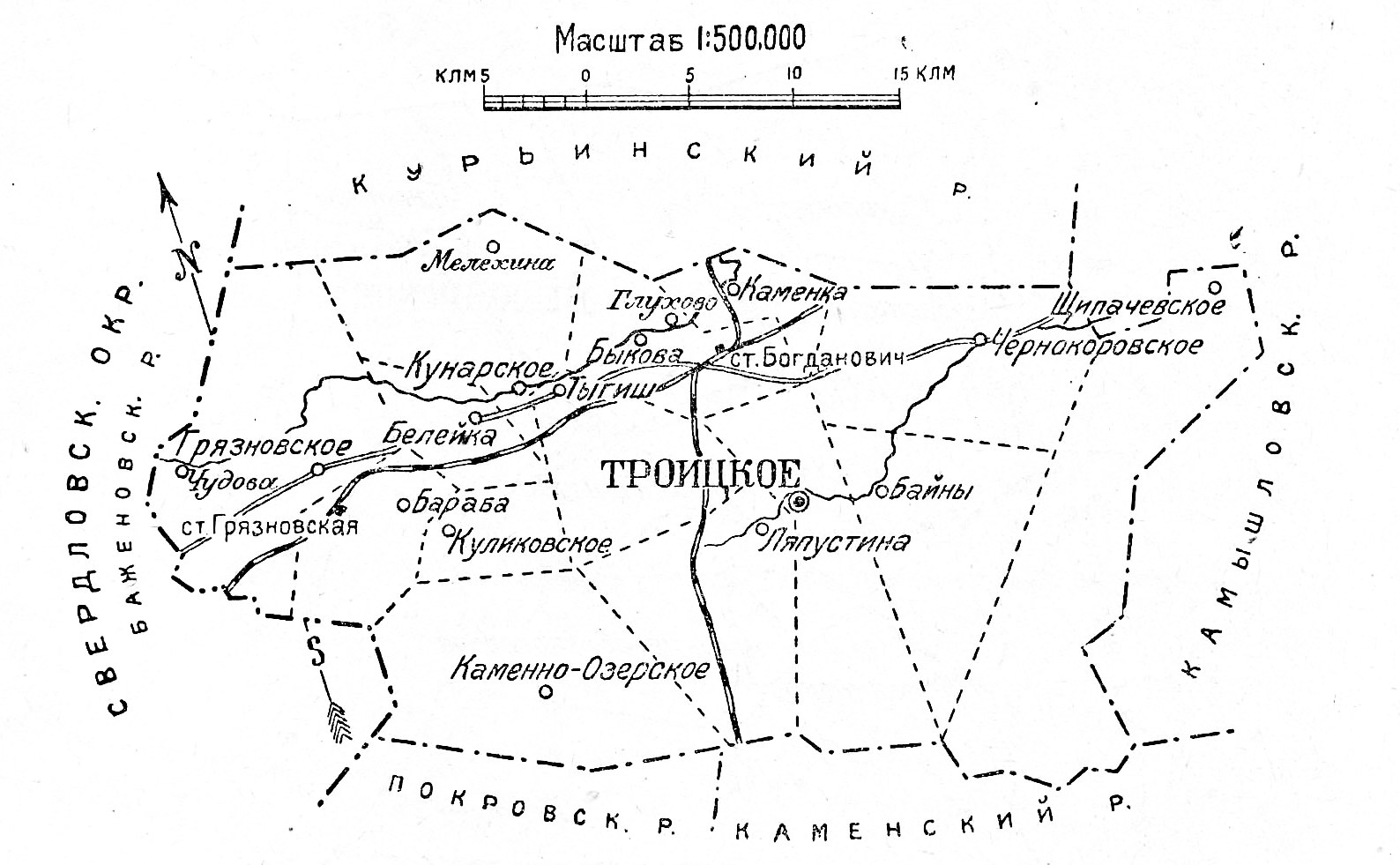
Быкова на схеме Богдановичского района, 1928 год

Деревня Быкова расположена по обоим берегам реки Кунары, в 5 километрах к западу от административного центра округа и района — города Богдановича.

### Часовой пояс
Быкова, как и вся Свердловская область, находится в часовой зоне МСК+2. Смещение применяемого времени относительно UTC составляет +5:00.

## Население
| 2002 | 2010 | 2021 |
| ---- | ---- | ---- |
| 283  | ↗315 | ↗364 |

Структура
По данным переписи 2002 года, русские составляли 94 % от числа жителей деревни Быковой. По данным переписи 2010 года, в деревне проживали 161 мужчина и 154 женщины.

## Инфраструктура
Деревня Быкова включает 11 улиц: 8 Марта, Вайнера, Гастелло, Заречная, Кирова, Колхозная, Луговая, Набережная, Революции, Решетниковых, Советская; а также Садовый квартал.